# امانوئل کونتی
امانوئل کونتی (انگلیسی: Emanuele Concetti؛ زادهٔ ۶ مارس ۱۹۷۸) بازیکن فوتبال اهل ایتالیا است.
از باشگاه‌هایی که در آن بازی کرده‌است می‌توان به باشگاه فوتبال پروجا، باشگاه ورزشی لاتزیو، باشگاه فوتبال لودیجیانی کالچو، باشگاه فوتبال کیه‌وو ورونا، باشگاه فوتبال یو. اس. پرگولیتزه، باشگاه فوتبال کاتانیا، باشگاه فوتبال مونتسا، باشگاه فوتبال کروتونه، و باشگاه فوتبال اتلتیکو آرتزو اشاره کرد.